# Leptyt
Leptyt – skała pochodzenia metamorficznego (wysoki stopień metamorfizmu), odmiana gnejsu wieku prekambryjskiego. Zwykle jasnej barwy, drobnoblastyczna (drobnoziarnista), o teksturze bazładnej, niekiedy słabo kierunkowej. Zbudowana prawie wyłącznie z kwarcu i skleni oraz niewielkich ilości muskowitu, hornblendy i granatu. Ze względu na rodzaj skalenia wyróżnia się leptyty potasowe – zawierające skaleń potasowy i leptyty sodowe – zawierające albit. Czasem zawiera skupienia rud żelaza.

## Literatura
- Wacław Ryka, Anna Maliszewska, Słownik petrograficzny, Warszawa: Wydawnictwa Geologiczne, 1991, s. 88–89, ISBN 83-220-0406-0, OCLC 749837370.